# C8orf87
C8orf87 (англ. Chromosome 8 open reading frame 87) – білок, який кодується однойменним геном, розташованим у людей на 8-й хромосомі. Довжина поліпептидного ланцюга білка становить 101 амінокислот, а молекулярна маса — 11 413.
| 10         |  | 20         |  | 30         |  | 40         |  | 50         |
| ---------- |  | ---------- |  | ---------- |  | ---------- |  | ---------- |
| MRTPKRTRSP |  | KTKVSLRGET |  | LTLQLTTVSL |  | DTRHMVKRCD |  | ERHGRPLPHS |
| QESQHGSATS |  | KKAVRGTADT |  | APLERISAAR |  | GWALPMEATV |  | SVFRAHQWQW |
| N          |  |            |  |            |  |            |  |            |

A: Аланін

C: Цистеїн

D: Аспарагінова кислота

E: Глутамінова кислота

F: Фенілаланін

G: Гліцин

H: Гістидин

I: Ізолейцин

K: Лізин

L: Лейцин

M: Метіонін

N: Аспарагін

P: Пролін

Q: Глутамін

R: Аргінін

S: Серин

T: Треонін

V: Валін